# Johan Oxenstierna (1666-1733)
Johan Oxenstierna, född 1666, död 1733, var en svensk greve och författare. Han var bror till Gabriel Oxenstierna.

## Biografi
Efter studier i Uppsala lämnade Johan Oxenstierna Sverige 1682 för att avsluta sina studier med en utländsk resa. Från denna återkom han först 1723. Han besökte Europas flesta länder, vistades särskilt i Tyskland och Frankrike, levde som grandseigneur och förslösade sin förmögenhet så att han vid hemkomsten fick leva på understöd från släkt och vänner. Johan Oxenstierna ägnade sig nu åt studier och författarskap. Med franska 1600-talsmoralister som närmaste förebild skrev han aforismer och kortare essayer över etiska, religiösa och estetiska spörsmål, elegant utformade med utan djup dock högt skattade av samtiden, som kallade honom "Nordens Montaigne". Oxenstiernas Recueil de pensées (5 häften, 1720–22) och Bouquet de diverses fleurs (tryckt jämte Recueil 1736) utkom i en rad upplagor på olika språk. Fredrik Ulrik Wrangel utgav Oxenstiernas Sedolexor i urval (1916), Choix de lettres intimes d'un épicurien du XVIII:e siècle (1917) och Johan Oxenstiernas tankar i urval (1919).

### Familj
Oxenstierna gifte sig 6 februari 1701 i Köln med riksgrevinnan Anna Isabella af Limburg-Stirum (död 1723). Hon var dotter till riksgreven Adolf Ernst af Limburg-Stirum och grevinnan Isabella von Velen samt änka efter riksgreven Ernst Vilhelm von Bentheim.